# Милан Милаков
Милан Милаков (1930) је југословенски атлетски репрезентативац учесник свих међународних такмичења у периоду од 1947. до 1956. године. Такмичио се у скоку мотком. Био је члан АК Црвена звезда из Београда.
Од 1949. до 1954. и 1957. је био је првак Југославије у скоку мотком. У том периоду 14 пута је обарао државни рекорд у распону од 3,90 до 4,32 метра.
Прво међународно такмичење било је Европском првенству 1950. у Бриселу, где је испао у квалификацијама скоком од 3,90 м.
Био је члан деветнаесточлане атлетске репрезентацији Југославије на Летњим олимпијским играма 1952. у Хелсинкију, где је у скоку мотком завршио на 13. месту резултатом 4,10 м.
Године 2004. поново учествује Европском првенству 1954. у Берну, где је заузео 19 место (4,00 м).
На Белканским играма учествовао је три пута 1953. у Атини био трећи
(3,90 м.), 1954. у Београду други (4,00 и) и 1956. поново у Београду је био први (4,15 м.)
Каријеру је завршио 1958. године.